# Trojany (województwo łódzkie)
Trojany – wieś w Polsce położona w województwie łódzkim, w powiecie zgierskim, w gminie Parzęczew.
W latach 1975–1998 miejscowość położona była w ówczesnym województwie łódzkim.
W 1798 roku w Trojanach, w majątku rodowym rodziny Dąbrowskich herbu Jastrzębiec, urodził się Florian Dąbrowski, wnuk Onufrego.